# Tod
Tod (arabsko ,طود,‎ aṭ-Ṭūd, egipčansko Djerty ali  Ḏrty, starogrško Toufion, latinsko Tufium, koptsko Thouôt ali Tuot) je bil del staroegipčanskega mesta  in tempelj egipčanskega boga Montuja. Tod stoji na vzhodnem bregu Nila, približno 20 km jugozahodno od Luksorja, Egipt.

## Zgodovina
Zgodovino naselja je mogoče slediti vse do Starega egipčanskega kraljestva (okoli 2686 pr. n. št.–okoli 2181 pr. n. št.). Najstarejši v Todu odkriti objekt je granitni steber faraona Userkafa iz Pete dinastije. Userkaf je naročil tudi razširitev Montujevega templja. Prisotnost Enajste dinastije dokazujejo bloki z imeni faraonov Mentuhotepa II. in Mentuhotepa III.  Pod Senusretom I. je vse stare tempeljske zgradbe nadomestil nov tempelj. Pod Ptolemajem VIII. je bilo zgrajenih še nekaj prizidkov.

### Kultura
V Todu so ob Montuju častili tudi lokalno boginjo in Montujevo ženo Iunit. Po Flindersu Petrieju je bil lokalni zavetnik bog Hemen. V okolici Toda kot delu Tebaide so častili tudi egipčanskega krokodiljega boga Sebaka (Sobek).

## Ostanki
7. marca smo obiskali ruševine starodavnega Tufiuma, zdaj Taouda, na desnem bregu reke (Nil), vendar v bližini arabske verige in zelo blizu Hermontisa na drugem bregu. Tukaj sta dva ali trije majhni sobi templja, naseljeni s felahi ali njihovo živino. V največjem prostoru je še vedno nekaj   nizkih reliefov iz katerih je razvidno, da so častili triado boga Manduja, boginje Rito in njunega sina Harfreja, enako kot v Hermontisu, prestolnici noma, v katerega je Tufium spadal.

— Jean-François Champollion

### Todski zaklad
Leta 1936 so med izkopavanji v porušenem templju našli veliko kovinskih predmetov in predmetov iz lapisa lazuli. Večina kovinskih predmetov je bilo srebrnih. Večina strokovnjakov je menila, da so predmeti neznanega neegipčanskega izvora iz neznanega časovnega obdobja. Njihov slog je bil podoben slogu predmetov iz obdobja okoli 1900-1700 pr. n. št., izkopanih v Knososu na Kreti. Predmeti iz Knososa so bili izdelani iz gline in so morda imitirali kovino. 
Štiri bakrene skrinje z zakladom in imenom faraona Amenemheta II. je odkril F. Bisson de la Roque. Nekateri viri predpostavljajo, da je zaklad azijskega porekla in da je bilo nekaj predmetov izdelanih v Iranu. V zakladu je tudi nekaj zlatih premetov, po poreklu iz Anatolije. Po metalurški analizi srebrnih predmetov so tudi zanje prišli do enake ugotovitve.
Zgleda, da so predmeti v zakladu izvirali iz različnih delov sveta, kar kaže na stike Egipčanov z drugimi starimi civilizacijami. 
Zlati predmeti v zakladu tehtajo 6,98 kg, srebrni pa 8,87 kg. Zaklad sta si razdelila muzej Louvre  in Egipčanski muzej v Kairu.